# 3808 Tempel
3808 Tempel este un asteroid din centura principală, descoperit pe 24 martie 1982 de Freimut Börngen.